# Novallas (kommunhuvudort)
Novallas är en kommunhuvudort i Spanien.   Den ligger i provinsen Provincia de Zaragoza och regionen Aragonien, i den nordöstra delen av landet, 240 km nordost om huvudstaden Madrid. Novallas ligger 428 meter över havet och antalet invånare är 804.
Terrängen runt Novallas är platt åt nordost, men åt sydväst är den kuperad. Runt Novallas är det ganska glesbefolkat, med 45 invånare per kvadratkilometer. Närmaste större samhälle är Tudela, 14,7 km nordost om Novallas. Trakten runt Novallas består till största delen av jordbruksmark.